# 26671 Williamlopes
26671 Williamlopes este un asteroid din centura principală de asteroizi.

## Descriere
26671 Williamlopes este un asteroid din centura principală de asteroizi. A fost descoperit pe 19 februarie 2001 la Socorro, New Mexico, în cadrul proiectului LINEAR. Asteroidul prezintă o orbită caracterizată de o semiaxă mare de 2,38 ua, o excentricitate de 0,07 și o înclinație de 1,4° în raport cu ecliptica.